# Jacob Adriaensz Bellevois
Jacob Adriensz Bellevois (Rotterdam, 1621 - Rotterdam, 1675) va ser un pintor barroc neerlandès, especialitzat en marines. La seva obra està inspirada en la de Jan Porcellis del que potser va ser alumne, i Simon de Vlieger. No ha de confondre's amb el també pintor Jacob Adriaensz Backer (1609-1651) que va conrear el gènere del retrat.

## Estil
Les representacions dels vaixells, vés-les, mastelers i altres detalls, estan realitzades amb un alt grau precisió i minuciositat. Una de les característiques principals de les seves marines és que mostren amb gran encert els diferents estats del mar, expressats a través d'una paleta de subtils tonalitats. L'escenari es completa amb una magnífica captació dels moviments dels núvols en el cel, adoptant tot el conjunt una gran sensació de realisme. En les seves obres solen repetir-se determinats efectes, com el moviment aparent de les veles causat pel vent, l'existència de multitud de petites figures en la coberta de les embarcacions, o la presència de petits pots.

## Obres
- Galera turca i navili holandès enfront de la costa. Museu del Prado, Madrid.[2]
- Un vaixell de pesca proper a una costa rocosa, en una tempesta amb un naufragi. Museu Marítim de Greenwich, Londres.
- Dos vaixells anglesos naufragant per una tempesta al costat d'una costa rocosa. Museu Marítim Nacional, Greenwich, Londres.[3]
- Veler de tres mastelers en la rada de Veere. Col·lecció Príncep de Liechtenstein, Vaduz.
- Vaixells en el mar. Walters Art Museum, Baltimore, Estats Units.